# 南安市
南安市（なんあん-し）は中華人民共和国福建省に位置する省直轄の県級市であり、しばらくの間、泉州市の代理管轄下に置かれている。

## 歴史
260年（永安3年）に東安県が設置され、282年（太康3年）に晋安県と改称された。天監年間（502年-519年）に晋安郡の南部を新たに南安郡が設置された。589年（開皇9年）に晋安県は南安県と改称された。1993年5月12日に県級市に昇格し現在に至る。

## 行政区画
下部に3街道、21鎮、2郷を管轄する
- 街道
  - 渓美街道、柳城街道、美林街道
- 鎮
  - 省新鎮、侖蒼鎮、東田鎮、英都鎮、翔雲鎮、金淘鎮、詩山鎮、蓬華鎮、碼頭鎮、九都鎮、楽峰鎮、羅東鎮、梅山鎮、洪瀬鎮、洪梅鎮、康美鎮、豊州鎮、霞美鎮、官橋鎮、水頭鎮、石井鎮
- 郷
  - 眉山郷、向陽郷

## 交通

### 鉄道
- 中国国家鉄路集団
  - 興泉線（中国語版）
    - 南安北駅

### 道路
- 高速道路
  -  瀋海高速道路
  -  泉南高速道路
  -  甬莞高速道路（中国語版）
  -  福廈高速道路（中国語版）
  -  泉州環状高速道路（中国語版）
  -  安溪支線高速道路（中国語版）
- 国道
  - G228国道
  - G324国道
  - G355国道（中国語版）
  - G358国道（中国語版）

## 友好都市
- 日本長崎県平戸市:1995年10月22日締結